# Chersotis bardana
Chersotis bardana là một loài bướm đêm trong họ Noctuidae.